# Curé (poire)
Pour les articles homonymes, voir Curé.
La Curé est une variété de poire découverte à la fin du XVIIIe siècle, par le curé de Villiers dans l'Indre.

## Synonymes
- Belle Adrienne.
- Belle de Berry.
- Belle de Clion.
- Belle Éloïse.
- Bon Papa.
- Comice de Toulon.
- Cueillette d'Hiver.
- Curette.
- Pastorenbirne, en Allemagne.
- Pradello de Catalogne.
- Vicar of Winkfield, en Angleterre.

## Origine
Poire d'origine berrichonne, elle a été découverte dans les bois de Fromenteau par le curé de Villiers-en-Brenne.
Le fruit a été trouvé par hasard, en 1760 près de Clion (Indre). André Leroy, pépiniériste et auteur du célèbre Dictionnaire de Pomologie, prétend, en 1867, qu’il a prélevé des greffons directement de l’arbre-mère de Clion pour diffuser la « Curé ».
Avec et sans l'aide d'André Leroy, de l’Indre, la poire « Curé » s’est répandue rapidement dans toute la France puis dans le monde entier. Elle est rapidement devenue la poire française la plus estimée, à son époque.

## Arbre
Rameaux assez gros, coudés retombants, rouge grisâtre ; à lenticelles peu nombreuses, assez grandes et saillantes.
Les yeux sont plutôt moyens, coniques.
Culture : cette variété, greffée sur un cognassier, est très vigoureuse et très productive en formes naines. Greffée sur franc, elle pousse très vigoureusement tout en produisant abondamment et assez promptement en haute tige des fruits beaucoup plus volumineux que sur la pyramide.
Le poirier « Curé », cultivé dans toutes les régions, aime une exposition chaude et éclairée, une terre légère, particulièrement celle argilo-siliceuse. Dans les sols humides et frais, il prospère, mais les fruits sont rarement bons.
Cette variété, qui fait l'objet d'un commerce très important en diverses régions, n'est pas sensible à la tavelure, mais craint particulièrement l'attaque du carpocapse.
Sa vigueur l'a souvent fait choisir comme intermédiaire dans les formes naines, pour surgreffer les variétés manquant quelquefois de compatibilité avec le cognassier.

## Fruit
Fruit : gros à très gros.
Forme du fruit : piriforme, allongée, affectant la forme d'une calebasse.
Œil : grand, ouvert dans une cavité étroite et bosselée.
Épiderme : vert clair, légèrement rougi côté soleil, lisse mais épais.
Pédoncule : mince, long, arqué, inséré dans une cavité presque nulle.
Chair : blanche ou blanc verdâtre, sucrée, agréablement parfumée bien qu'un peu âpre, mi-fondante.
Usages : c'est une excellente poire pour la conserve car elle ne s'écrase pas. C'est aussi la meilleure poire pour cuire au vin.
Maturité : floraison très hâtive, fleurs grandes très blanches en petit nombre dans chaque corymbe. Cueillette à partir du 15 octobre, elle mûrit lentement, devient jaune sans blettir et se conserve jusqu'à Noël.
Élément discriminant : la plupart des fruits de cette variété présentent une ligne longitudinale brune qui va de l'œil au pédoncule. Cette particularité n'est cependant pas systématique et ne se rencontre pas sur la totalité des fruits. « C'est même loin d'être un caractère constant » selon André Leroy.

## Appréciation générale
Elle s'adapte bien en montagne.
L'arbre est de toute première vigueur sur franc comme sur cognassier, mais on peut remarquer une meilleure productivité sur le premier. La greffe sur aubépine réussit également très bien.
Cette poire, encore aujourd'hui, est répandue un peu partout.
Le gout de cette poire change selon les biotopes, pour cette raison on la dit bonne ou mauvaise avec la même assurance. Elle reste cependant une poire à cuire, notamment dans du vin rouge Cette poire est également consommable au couteau mais il est nécessaire de la laisser maturer un à plusieurs mois (elle vire alors du vert au jaune).

## Galerie

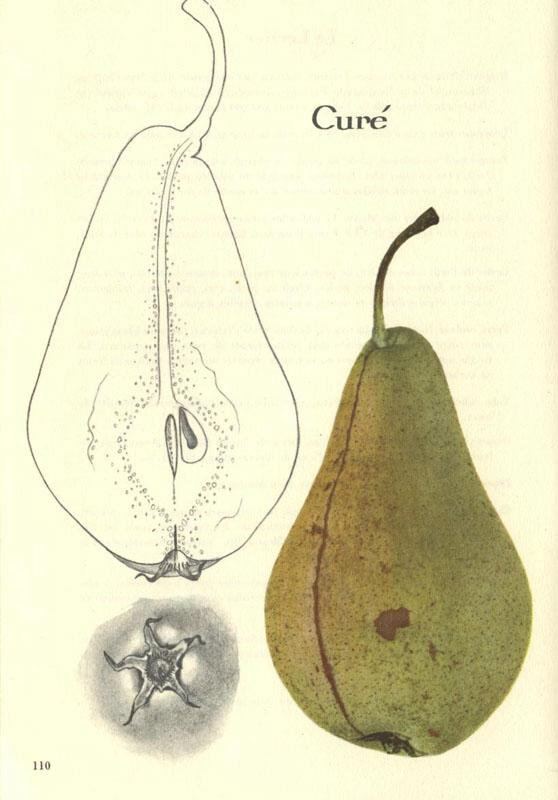
Curé avec sa ligne caractéristique.
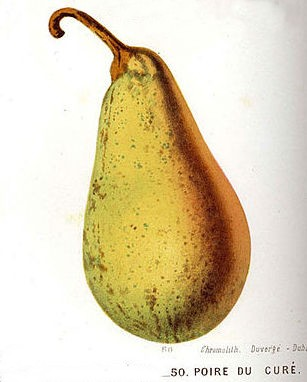
Curé à maturité.
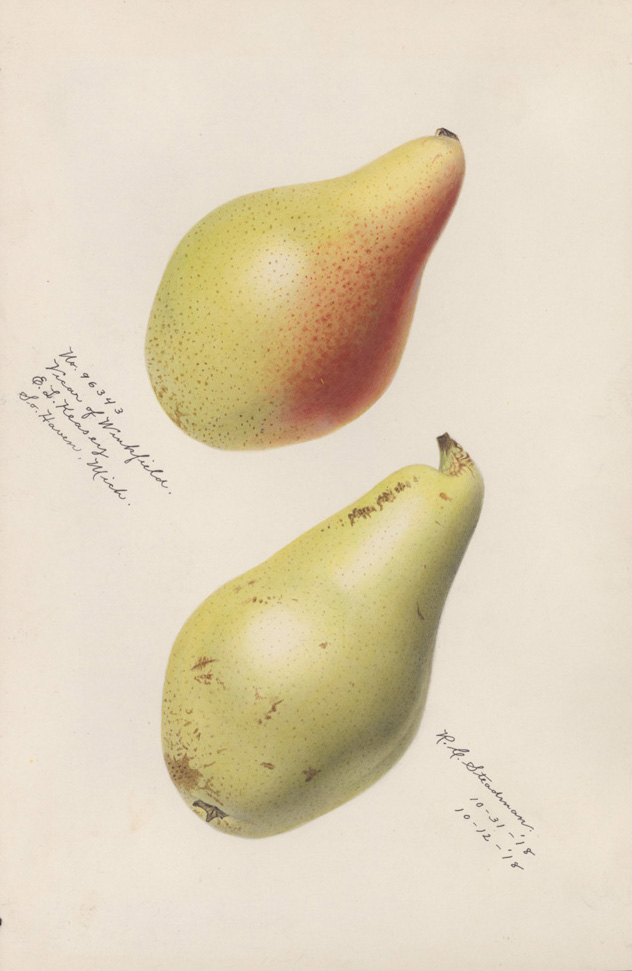
Vicar of Winkfield (pear).
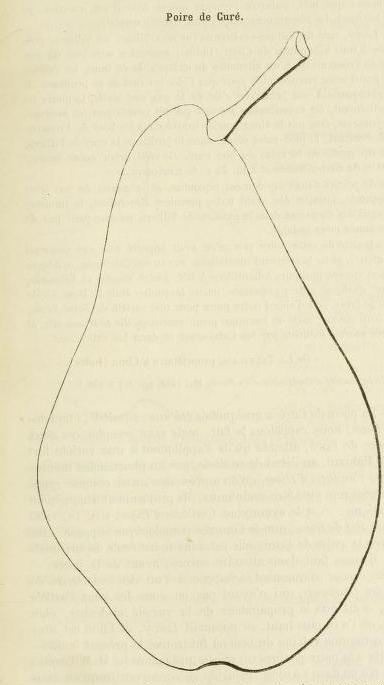
Silhouette.
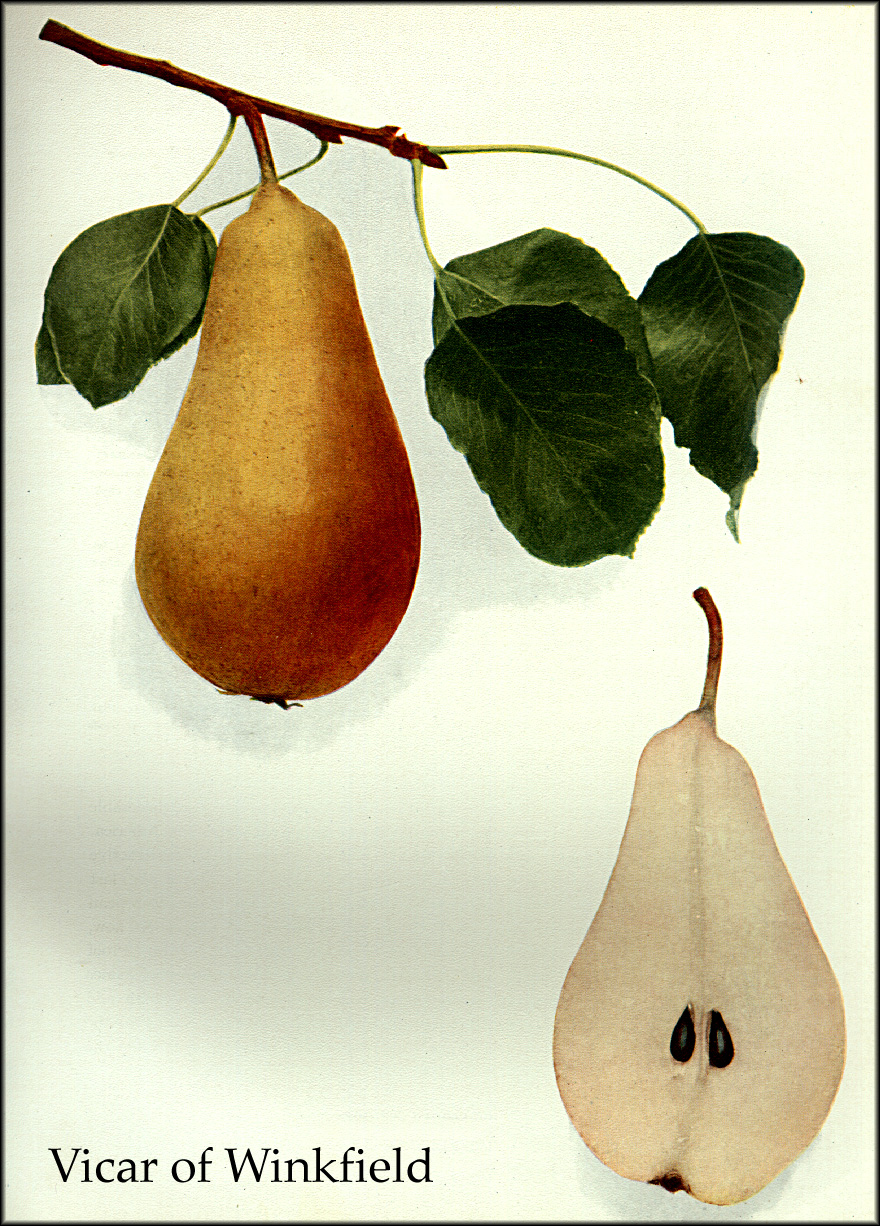
Vicaire de Winkfield, syn. de Curé.
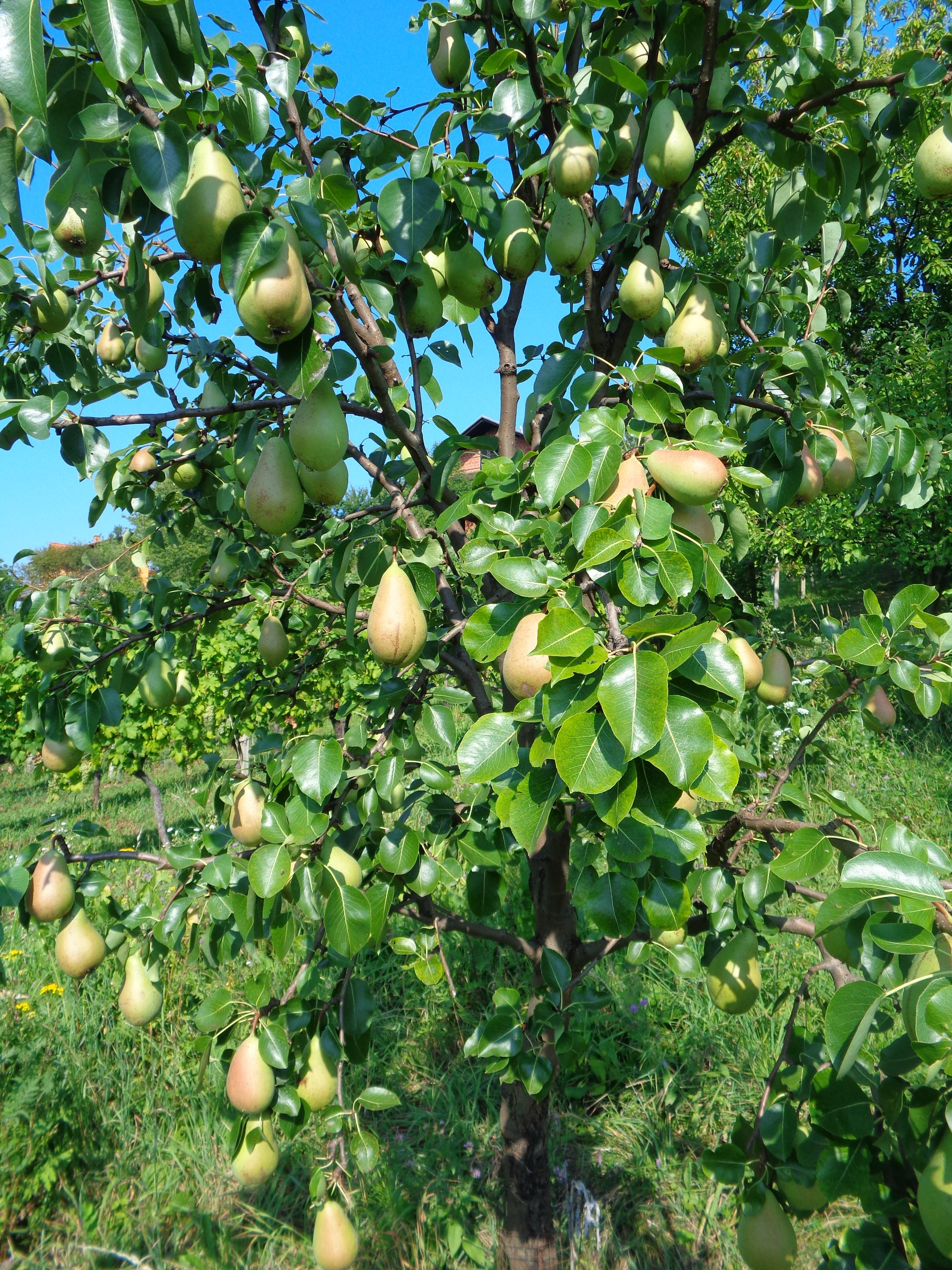
Sur arbre.
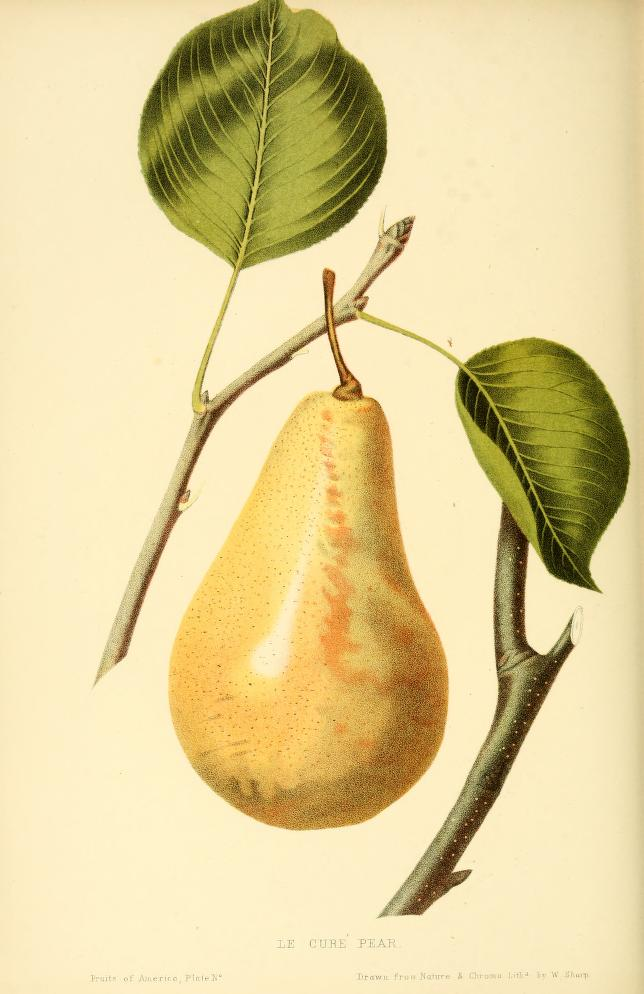
Autre représentation.
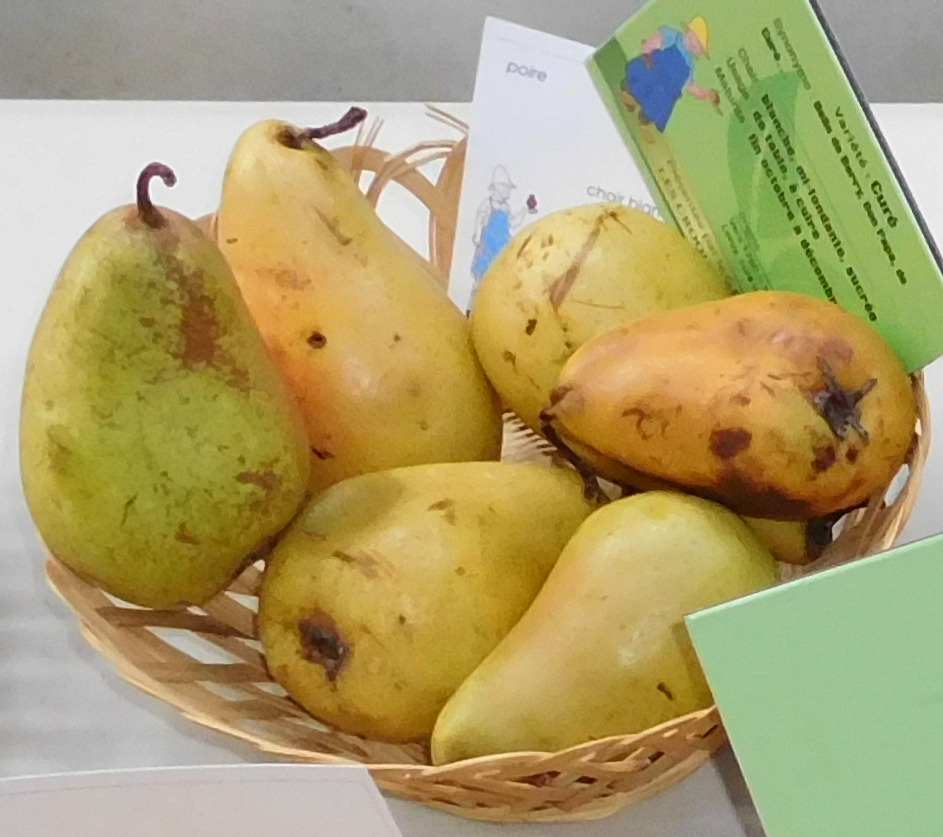
Avec fiche.
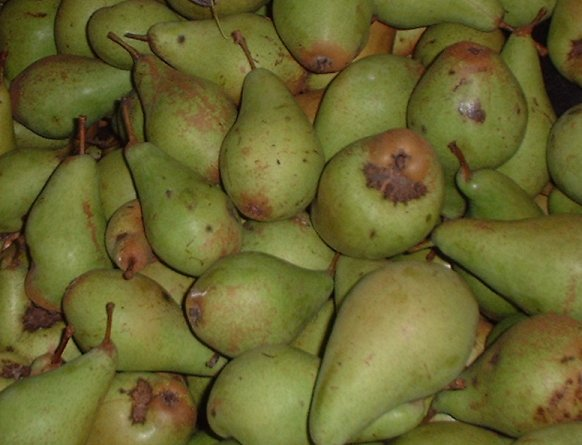
En vrac.

#### Ouvrages
- André Leroy, « Dictionnaire de Pomologie », Poires, t. I et II, Imprimeries Lachaire, Angers.
- Henri Kessler, « Pomologie illustrée », Imprimeries de la Fédération S.A, Berne, 1949, fiche de la Curé, p. 111.
- Georges Delbard, « Les Beaux fruits de France d’hier », Delbard, Paris, 1993  (ISBN 2-950-80110-2).

#### Revues
- Fruits Oubliés, no 54.